# Lara Roxx
Lara Roxx (Laval, Quebec; 12 de diciembre de 1982) es el nombre artístico de Pascale Andrée Abitbol, una ex actriz pornográfica canadiense que, en marzo de 2004, se convirtió en el primero de los tres casos confirmados en contraer el VIH mientras rodaba una escena pornográfica en los Estados Unidos.

## Biografía
Roxx había trabajado como estríper en diversos clubes de Montreal, pasando más tarde a modelar en sitios web para adultos de su país. Debutó como actriz pornográfica en enero de 2004, a los 21 años de edad. Apenas dos meses después de grabar su primera escena, realizó otra de doble penetración anal para la cinta Split That Booty 2, con los actores Mark Anthony y Darren James, quien había dado positivo en un examen de VIH y reconoció haberse contagiado durante unas grabaciones en Brasil, posiblemente por la actriz Bianca Biaggi. Anteriormente, había dicho en una entrevista que confiaba en los estándares que la industria pornográfica utilizaba para garantizar la higiene y seguridad de sus actores y actrices.
Después de confirmarse el positivo, tanto James y Roxx fueron excluidos de cualquier producción en los Estados Unidos. A finales de abril de ese mismo año, se confirmó que otras dos actrices, Jessica Dee y Miss Arroyo, también habían dado positivo en el examen del VIH después de grabar una escena con James. Después del anuncio provisional del caso, la película por la que se conoció el caso se estrenó sin emitir dicha escena.
Roxx, al enterarse de que James era seropositivo, dijo: "Me hizo darme cuenta totalmente de cómo confío en este sistema que no era confiable en absoluto, porque obviamente no funciona [...] pensé que los actores pornográficos eran las personas más limpias del mundo".
Este brote, el primero en cuatro años, dio lugar a una moratoria voluntaria sobre la producción de pornografía que se realizaba en el Valle de San Fernando (California) durante 30 días, que comenzó en abril de 2004, y confirmó todos los contactos posibles entre actores de la industria. Esta misiva no fue exigida a todas las empresas y productoras del sector. Sin embargo, un tribunal californiano multó a la productora con 30 000 dólares por no proteger adecuadamente a sus empleados en el trabajo.
Tras su salida de la industria trabajó en varios proyectos relacionados con los eventos del año 2004, con una fundación que lleva su nombre que busca comprometer a los jóvenes y al público consumidor de cine para adultos en la educación y prevención de la propagación del VIH y de diversas ETS.
En 2011 protagonizó el documental biográfico Inside Lara Roxx, dirigido por la cineasta canadiense Mia Donovan, que exploró la infección por VIH de Roxx en 2004 y la siguió durante todo su tiempo hasta el momento del rodaje, debatiendo sobre su cobertura mediática.